# Morotopithecus
 Morotopithecus  ist eine ausgestorbene Gattung der Primaten, die während des frühen Miozäns im Gebiet des heutigen Uganda, bei der Stadt Moroto, nahe der Grenze zu Kenia, vorkam. Den Fossilien, die dieser Gattung zugeordnet wurden, schrieben die Autoren der 1997 publizierten Erstbeschreibung zunächst ein Alter von mindestens 20,6 Millionen Jahren zu. Anhand von Leitfossilien, die zwischen 1997 und 2004 aus den gleichen Sedimentschichten geborgen wurden, ergab sich hingegen ein Alter von rund 17 Millionen Jahren. Die Gültigkeit der Benennung der Fundstücke und ihre Rekonstruktion sind umstritten, da ihnen eine große Ähnlichkeit mit Afropithecus zugeschrieben wurde.

## Namensgebung
Morotopithecus ist ein Neologismus. Die Bezeichnung der Gattung ist abgeleitet vom Fundort bei der ugandischen Stadt Moroto sowie vom griechischen Wort πίθηκος (altgriechisch ausgesprochen píthēkos: „Affe“). Das Epitheton der bislang einzigen wissenschaftlich beschriebenen Art, Morotopithecus bishopi, verweist auf den im Alter von 46 Jahren verstorbenen britischen Geologen Walter William Bishop (1931–1977). Morotopithecus bishopi bedeutet somit sinngemäß „Bishopscher Moroto-Affe“.
W. W. Bishop war in den späten 1950er-Jahren für den Uganda Geological Survey und von 1962 bis 1965 als Kurator des Uganda Museums in Kampala tätig und veröffentlichte 1962 die erste wissenschaftliche Beschreibung der Fundstelle der miozänen Fossilien von Moroto. 1965 wechselte er an die University of London, zunächst als Lecturer und ab 1974 als Lehrstuhlinhaber im Fach Geologie.

## Erstbeschreibung
Als Holotypus der Gattung und zugleich der Typusart Morotopithecus bishopi wurde in der Erstbeschreibung durch Daniel L. Gebo et al. ein zerbrochener, aber fast vollständig erhaltener und nahezu vollständig bezahnter Oberkiefer eines vermutlich männlichen Individuums ausgewiesen (Sammlungsnummer UMP 62-11), der im Uganda Museum of Paleontology verwahrt wird. Als Paratypen wurden in der Erstbeschreibung unter anderem mehrere Unterkieferfragmente, ein Oberkiefer-Eckzahn, mehrere Wirbel-Fragmente, einige Bruchstücke von Oberschenkelknochen sowie ein Schulterblatt-Fragment benannt.

## Merkmale und Alter
Funde von Menschenartigen (Hominoidea) aus der Fossilien führenden Schicht der Fundstelle Moroto II waren erstmals 1963 und 1964 von Walter William Bishop beschrieben und damals als Proconsul major bezeichnet worden. Andere Autoren hatten die Fossilien der Gattung Afropithecus zugeordnet. Weitere Grabungen in den Jahren 1994 und 1995 brachten neue Funde zutage, die laut Erstbeschreibung von Morotopithecus zusätzliche aussagekräftige Informationen bezüglich Taxonomie, Phylogenese und Morphologie der Menschenartigen-Fossilien von Moroto ermöglichten.
Zudem sei die Datierung der beiden Fundstätten Moroto I und Moroto II verbessert worden. 1969 war für deren Alter mit Hilfe der Kalium-Argon-Datierung 12,5 ± 0,4 bzw. 14,3 ± 0,3 Millionen Jahre berechnet worden. 1981 war anhand von biostratigraphischen Analysen ein Alter von 14,5 bis 16,5 und 1986 schließlich von 17,5 Millionen Jahren publiziert worden. Die 1997 publizierte Erstbeschreibung von Morotopithecus nannte hingegen – gestützt auf die 39Ar-40Ar-Datierung einer Basaltschicht – ein Alter von 20,61 ± 0,05 Millionen Jahren für Moroto I und von mindestens 20 Millionen Jahren für Moroto II. Im Jahr 2006 wurde schließlich anhand biostratigraphischer Befunde erneut ein Alter von 17,5 bis 17,0 Millionen Jahre für die Fundstelle Moroto II publiziert, was aber möglicherweise noch immer um rund zwei Millionen Jahre zu hoch angesetzt ist; bei der Argon-Argon-Datierung sei vermutlich nicht zu berücksichtigen gewesen, dass die Lava mancher Vulkanausbrüche besonders hohe Anteile dieses Edelgases bewahre.
Als Unterscheidungsmerkmale zu den Gattungen Proconsul und Afropithecus wurden sowohl Merkmale der Zähne als auch der Gesichtsknochen ausgewiesen. Gleichwohl weise sowohl das Gesicht als auch die Bezahnung Ähnlichkeiten mit anderen ursprünglichen Menschenaffen auf, während die untere Wirbelsäule Anklänge an heute lebende Menschenaffen aufweise. Die Beschreibung von Gattung und Typusart stützte sich zudem auf das erst 1994/95 entdeckte Fossil MUZM 80 (MUZM = Makerere University Zoology Museum), von dem unter anderem Teile von zwei Oberschenkelknochen erhalten geblieben sind, deren ursprüngliche Länge auf 270 Millimeter geschätzt wurde. Hieraus und aus den Oberkieferknochen des Holotypus wurde abgeleitet, dass die männlichen Individuen zu Lebzeiten rund 40 bis 50 kg wogen, was ungefähr dem Körpergewicht heutiger Schimpansen entspricht, und eine Körpergröße von 120 bis 150 cm erreichen konnten.
Aus dem Bau der Schulterknochen, der Oberschenkelknochen und der Wirbelsäule wurde geschlossen, dass diese Tiere auf Bäumen sowohl hangeln als auch aufrecht in ihnen stehen konnten. Vom Bau der Zähne wurde abgeleitet, dass die Tiere sich von Pflanzenkost ernährten.
Aus all diesen Merkmalen wurde in der Erstbeschreibung geschlossen, dass Morotopithecus einer Schwestergruppe der Menschenaffen angehöre, das heißt, ihnen näher stehe als andere verwandte Menschenartige des Miozäns wie Graecopithecus, Otavipithecus, Afropithecus und Kenyapithecus.
Diese Einschätzung wurde aber bereits 1997 als zu weit gehend kritisiert, da sie sich auf nur zwei Skelettfunde stütze, von denen das eine zudem sehr unvollständig sei. Auf diese geringe Anzahl von Fundstücken wurde 2002 in einer zusammenfassenden Darstellung erneut hingewiesen. 2002 wurde zudem eingewandt, dass die in den 1960er-Jahren angefertigte Rekonstruktion des zum Holotypus erklärten Oberkiefers fehlerhaft sei. Unter anderem sei die Schnauze im Originalzustand wesentlich länger gewesen als in der Rekonstruktion des Fossils, und auch die Ausrichtung der Eckzähne müsse korrigiert werden. Unter Berücksichtigung dieser Einwände könne Morotopithecus auch als bloß lokale Variante von Afropithecus gedeutet werden.

## Belege
1. ↑  Daniel L. Gebo, Laura MacLatchy, Robert Kityo, Alan Deino, John Kingston und David Pilbeam: A Hominoid Genus from the Early Miocene of Uganda. In: Science. Band 276, Nr. 5311, 1997, S. 401–404, doi:10.1126/science.276.5311.401
2. 1 2  Martin Pickford und Pierre Mein: Early Middle Miocene Mammals from Moroto II, Uganda. In: Beiträge zur Paläontologie. Band 30, 2006, S. 361–386, Volltext (PDF; 13 MB).
3. 1 2  Martin Pickford: New reconstruction of the moroto hominoid snout and a reassessment of its affinities to Afropithecus turkanensis. In: Human Evolution. Band 17, Nr. 1–2, 2002, S. 1–19, doi:10.1007/BF02436425
4. ↑  Biren A. Patel, Ari Grossman: Dental metric comparisons of Morotopithecus and Afropithecus: Implications for the validity of the genus Morotopithecus. In: Journal of Human Evolution. Band 51, Nr. 5, 2006, S. 506–512, doi:10.1016/j.jhevol.2006.07.002
5. ↑  Eintrag Bishop, Walter William (Bill) in Bernard Wood (Hrsg.): Wiley-Blackwell Encyclopedia of Human Evolution. 2 Bände. Wiley-Blackwell, Chichester u. a. 2011, ISBN 978-1-4051-5510-6.
6. ↑  Julie C. Cormack: Setting their sights/sites in Uganda: Walter William Bishop and Edward James Wayland. In: Peter Andrews, Peter Banham (Hrsg.): Late Cenozoic Environments and Hominid Evolution: a Tribut to Bill Bishop. The Geological Society of London, 1999, S. 7, ISBN 1-86239-036-3
7. ↑  W. W. Bishop, F. Whyte: Tertiary Mammalian Faunas and Sediments in Karamoja and Kavirondo, East Africa. In: Nature. Band 196, 1962, S. 1283–1287, doi:10.1038/1961283a0
8. ↑  Davis Allbrook, W. W. Bishop: New Fossil Hominoid Material from Uganda. In: Nature. Band 197, 1963, S. 1187–1190, doi:10.1038/1971187a0
9. ↑  W. W. Bishop: More Fossil Primates + other Miocene Mammals from North-East Uganda. In: Nature. Band 203, Nr. 495, 1964, S. 1327–1331, doi:10.1038/2031327a0
10. ↑  so zum Beispiel David W. Cameron: Sexual dimorphism in the early Miocene species of Proconsul from the Kisingiri Formation of east Africa: A morphometric examination using multivariate statistics. In: Primates. Band 32, Nr. 3, 1991, S. 329–343, doi:10.1007/BF02382674
11. ↑  Martin Pickford, Brigitte Senut et al.: Revision of the Miocene Hominoidea from Moroto I and II, Uganda. In: Geo-Pal Uganda. Band 10, 2017, S. 1–32.
12. ↑  Wörtlich heißt es in der Studie von Pickford & Mein: „For example, mineral concentrates from dacite lava from the 1986 eruption of Mt St Helens, North America, have yielded K-Ar ages of 2.8 ± 0.6 Ma.“
13. 1 2  An Ancestor of Human Ancestors Found. (Memento vom 4. September 2006 im Internet Archive) Auf: harvard.edu vom 24. April 1997. – Im Originalwortlaut eines Zitats von Co-Autor Pilbeam, der bereits seine Doktorarbeit über Moroto-Fossilien geschrieben hatte: „while the face and teeth of Morotopithecus were similar to those primitive apes, its lower spine resembled that of living apes.“
14. ↑  Laura Maclatchy: The oldest ape. In: Evolutionary Anthropology. Band 13, Nr. 3, 2004, S. 90–103, doi:10.1002/evan.10133
15. ↑  Ann Gibbons, Elizabeth Culotta: Paleoanthropology: Miocene Primates Go Ape. In: Science. Band 276, Nr. 5311, 1997, S. 355–356, doi:10.1126/science.276.5311.355b
16. ↑  Terry Harrison: Late Oligocene to middle Miocene catarrhines from Afro-Arabia. In: Walter C. Hartwig (Hrsg.): The Primate Fossil Record. Cambridge University Press, 2002, S. 330